# Berkeley Square (film)
Pour les articles homonymes, voir Berkeley Square.
Pour plus de détails, voir Fiche technique et Distribution.
Berkeley Square est un film américain de Frank Lloyd, sorti en 1933. Un remake a été tourné en 1951 : Le Grand Choc (The House in the Square). Le thème est le voyage dans le temps. 

## Synopsis
Peter Standish, un jeune Américain, est transporté à Londres au XVIIIe siècle, au temps de la Révolution américaine, et rencontre ses ancêtres.

## Fiche technique
- Titre original : Berkeley Square
- Réalisation : Frank Lloyd
- Scénario : John L. Balderston, Sonya Levien, inspiré de The Sense of the Past de Henry James
- Musique : Peter Brunelli, Louis De Francesco, J.S. Zamecnik
- Directeur de la photographie : Ernest Palmer
- Montage : Harold D. Schuster
- Décors : William S. Darling
- Costumes : William Lambert
- Producteur : Jesse L. Lasky
- Directeur de production : Earl Rettig
- Société de Production : Fox Film Corporation
- Durée : 84 minutes
- Pays :  États-Unis
- Langue : Anglais
- Couleur : Noir et Blanc
- Format : 1,37 : 1
- Son : Mono
- Date de sortie :
  - États-Unis : 15 septembre 1933

## Distribution
- Leslie Howard : Peter Standish
- Heather Angel : Helen Pettigrew
- Valerie Taylor : Kate Pettigrew
- Irene Browne : Lady Ann Pettigrew
- Beryl Mercer : Mrs. Barwick
- Colin Keith-Johnston : Tom Pettigrew
- Alan Mowbray : Major Clinton
- Juliette Compton : Duchesse de Devonshire
- Betty Lawford : Marjorie Frant
- Ferdinand Gottschalk : Mr. Throstle
- Samuel S. Hinds : Ambassadeur américain
- Olaf Hytten : Sir Joshua Reynolds
- David Torrence : Lord Stanley
- Lionel Belmore : Aubergiste
- Hylda Tyson : Femme de ménage

## Genèse
Ce film est basé sur la pièce de théâtre Berkeley Square écrite par John L. Balderston et dont la première a eu lieu à Londres en 1926. La pièce est elle-même inspirée du roman posthume de Henry James, Le Sens du passé (The Sense of the Past, 1917). Le comédien qui a joué dans la pièce est l'acteur de cinéma Leslie Howard, qui jouera en 1939 le rôle d'Ashley, l'homme dont Scarlett O'Hara est amoureuse dans Autant en emporte le vent). La pièce est un tel succès (229 représentations) qu'un film est tourné en 1933, avec Leslie Howard dans le rôle principal.